# 香薰擴散器

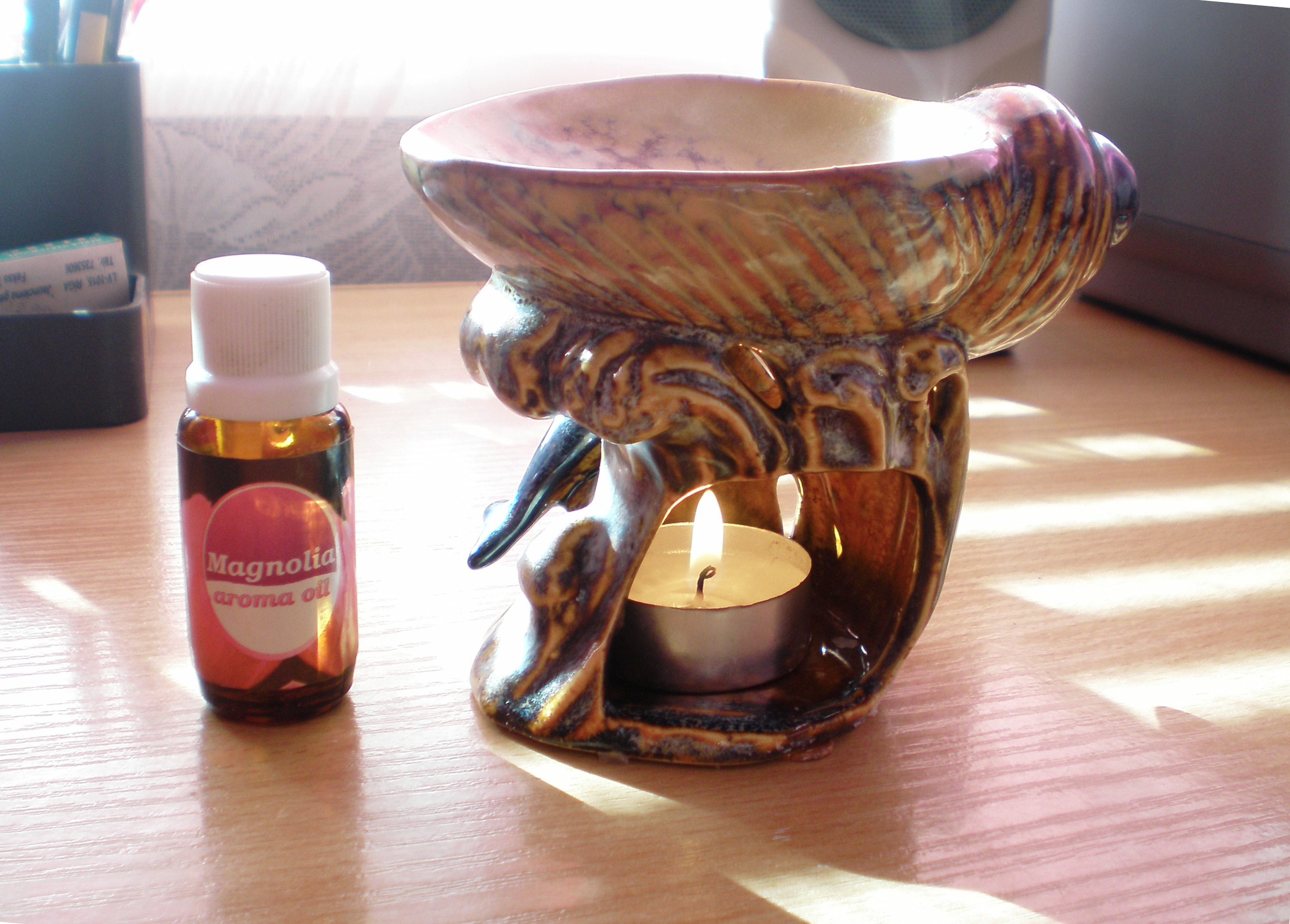
香薰爐

香薰擴散器（英語：Aroma diffuser），是一種擴散香薰精油香氣的器具，通過加熱、自然揮發、壓縮空氣噴射或超聲波霧化，將香薰精油產生的香氣擴散到空氣中。

## 加熱式

### 香薰爐
傳統的香薰爐由精油碟和在下方的蠟燭台組成，一般使用陶瓷製造。使用時需要點燃一支小蠟燭，利用熱力加速精油的揮發，這種擴散器不僅能散播香薰，還能提供燭光，而且這種裝置無需電源，也不需要特殊維護，但由於需要使用明火，需要小心處理火種，香薰爐必須擺放在平穩及附近無易燃物品的地方，睡覺或出門前一定要把香薰爐的蠟燭弄熄，不能在無人看管的情況下任由火種燃燒。

### 香薰蠟燭
這是一種含有精油的蠟燭，在製作蠟燭的過程中加入精油，使蠟燭燃燒時，同時散發精油的香氣，有部分供應商會預先把香薰蠟燭放入燭杯中，故此使用者無需準備蠟燭台或蠟燭杯，使用時只需點燃香薰蠟燭。與傳統的加熱式香薰燈相同，由於在使用過程中，蠟燭保持燃燒，故此需要燭杯的周圍不能有紙張、窗簾等容易被燒著的物品，更不可在蠟燭燃燒時睡覺，以免發生火警。

### 融蠟燈
融蠟燈，又稱香薰燈。由於香薰蠟燭的危險性較高，因此發展出無需使用明火的融蠟燈，利用鹵素燈泡照射蠟燭的熱力，使蠟燭融化，從而釋出香薰成分到空氣中。融蠟燈的安全性較以明火直接燃燒的蠟燭為高，但這種燈泡在使用時會產生高溫，要提防燙傷。此外與明火燃燒不同，蠟燭融化後的蠟燭油會殘留在蠟燭的頂部，阻礙精油揮發，故此需要定期清理殘留的蠟燭油。

## 香薰機

### 超聲波霧化器
使用超聲波將含有精油的水霧化，並吹出擴散器外。使用時將精油加進水中，因為水要與精油混和一起，所以需要使用水溶性精油，超聲波霧化的香薰濃度較低，而超聲波擴散器，在不加入精油時可作為加濕器使用。由於超聲波霧化器沒有火種，故此安全性較高，然而水的清潔程度十分重要，不潔淨的水在霧化後會污染環境，人體吸入不潔的氣霧，可能會對健康造成危害，建議只使用被煮滾過的開水，或使用蒸餾水，並且每兩三天便要清潔霧化器的水箱，每次使用後要把剩下的水倒掉，把水箱清潔後才再次使用。

### 噴霧器
噴霧器把精油直接噴射到空氣中，因為無需加水，所以精油在空氣中的濃度較高。這類機型通常要把精油的瓶子旋入噴霧器的接頭，由於不同品牌的精油其瓶子的設計不一定相同，瓶子的螺紋或許不能接入噴霧器的容器接頭，一般需要選用噴霧器廠商建議的精油品牌。